# Mellangölen (Misterhults socken, Småland)
Mellangölen är en sjö i Oskarshamns kommun i Småland och ingår i Marströmmens huvudavrinningsområde. Sjön har en area på 0,285 kvadratkilometer och ligger 14,4 meter över havet. Mellangölen ligger i Stora Ramm och Marströmmen Natura 2000-område. Sjön avvattnas av vattendraget Marströmmen (Bodaån).

## Delavrinningsområde
Mellangölen ingår i det delavrinningsområde (637245-154001) som SMHI kallar för Inloppet i Lilla Ramm. Medelhöjden är 37 meter över havet och ytan är 15,08 kvadratkilometer. Räknas de 27 avrinningsområdena uppströms in blir den ackumulerade arean 369,58 kvadratkilometer. Avrinningsområdets utflöde Marströmmen (Bodaån) mynnar i havet. Avrinningsområdet består mestadels av skog (85 procent). Avrinningsområdet har 0,41 kvadratkilometer vattenytor vilket ger det en sjöprocent på 2,7 procent.